# 劉文秀 (台灣)
劉文秀（英語：Robin，1949年—2015年7月8日），生於台灣台北市，資深飯店協理，綽號老大、士官長。長期服務於西餐界，是台灣第一位合格侍酒師，首位國際五星級飯店的台灣籍經理。曾任台北市晶華酒店資深協理，晶華酒店董事長潘思亮以他的名字為牛排館命名，是台灣首座以資深員工來命名的餐廳。

## 生平
劉文秀家中從事餐飲業。其叔公在日治時期，曾在北投日軍招待所工作。其家族曾開設陽明山國際大旅館。劉文秀19歲出社會工作時，進入美軍顧問團軍官俱樂部，擔任服務生，學習西餐。
1973年，劉文秀自軍中退伍。當時希爾頓飯店進駐台北，在台灣招募員工，劉文秀通過招考，成為飯店服務生。他長期在希爾頓飯店西餐廳工作，升任Trade Grill餐廳長，也是希爾頓飯店少數的台籍經理之一，曾被派往日本東京受訓。
1990年，台北麗晶酒店成立，董事長潘孝銳聘請劉文秀負責其中的西餐廳。1994年，麗晶酒店改名晶華酒店。劉文秀一路升任成為晶華酒店資深協理。2001年，晶華酒店董事長潘思亮以劉文秀的英文名，將晶華酒店的牛排館與鐵板燒餐廳，命名為Robin's Grill。
2015年，劉文秀因黴菌感染造成併發症過世。